# Verlaine (cratère martien)
Pour les articles homonymes, voir Verlaine (homonymie).
Verlaine est un cratère d'impact de 43 km situé sur Mars dans le quadrangle d'Iapygia par 9,2° S et 64,0° E, dans l'est de la région de Terra Sabaea.